# Maksym Pustoswonow
Maksym Wjatscheslawowytsch Pustoswonow (ukrainisch Максим В'ячеславович Пустозвонов) (* 16. April 1987 in Bila Zerkwa, Ukrainische SSR) ist ein professioneller ukrainischer Basketballspieler.

## Karriere als Spieler

### Vereine
Maksym Pustoswonow begann seine Profikarriere bei BK Kiew, mit dem er ukrainischer Meister (2005) und Pokalsieger wurde (2007). Nach sechs Jahren in Kiew wechselte er zu Asowmasch und nach nur einem Jahr in Mariupol ging er zum BK Donezk.

### Wettbewerbe
Mit dem BK Kiew spielte Pustoswonow neben der ukrainischen Meisterschaft zwei Spielzeiten in der EuroChallenge in den Jahren 2008–2010 und in der Saison (2007/08) im ULEB Eurocup. Nach seinem Wechsel zu Asowmasch spielte er wieder im ULEB Eurocup (2010/11). Mit Asowmasch spielte er außerdem in der VTB United League.

### Nationalmannschaft
Mit der ukrainischen Nationalmannschaft nahm Pustoswonow an der EM-Endrunde 2011 in Litauen teil.

## Auszeichnungen und Erfolge

### Mit der Mannschaft
- Meister Ukraine mit BK Kiew: 2005
- Pokalsieger Ukraine mit BK Kiew: 2007

### Persönliche Auszeichnungen
- MVP des 5. Spieltags der Saison 2010–2011 in der VTB.